# Srpska Liga
La Srpska liga (in serbo Српска лига?, "lega serba") è il terzo livello del campionato serbo di calcio. Esiste dai tempi della Jugoslavia socialista e dal 2003 è costituita da 64 squadre divise in 4 gironi da 16 ciascuno. I vincitori dei gironi sono promossi in Prva Liga Srbija mentre le peggiori retrocedono nella Zonska Liga.

## Srpska Liga Voivodina
Nome in serbo: Српска лига Војводина

Formato attuale: dal 1995

Promozione in: Prva Liga Srbija

Retrocessione in: Vojvodina liga Ovest (Војвођанска лига Запад), Vojvodina liga Est   (Војвођанска лига Исток)

Distretto: Voivodina

## Srpska Liga Belgrado
Nome in serbo:    Српска лига Београд

Formato attuale:  dal 1995

Promozione in:    Prva Liga Srbija

Retrocessione in: Zonska liga Belgrado (Београдска зона у фудбалу)

Distretto:        Suddivisioni di Belgrado

## Srpska Liga Ovest
Nome in serbo:    Српска лига Запад

Formato attuale:  dal 2003

Promozione in:    Prva Liga Srbija

Retrocessione in: Zonska liga Drina   (Зона Дрина), Zonska liga Danubio (Зона Дунав),                Zonska liga Moravia (Зона Морава)

Distretti: Mačva, Kolubara, Zlatibor, Moravica, Raška, Šumadija, Podunavlje, Braničevo e Mitrovica (quest'ultimo in Kosovo)

## Srpska Liga Est
Nome in serbo: Српска лига Исток

Formato attuale: dal 2003

Promozione in: Prva Liga Srbija

Retrocessione in: Zonska liga Ovest (Зона Запад у фудбалу), Zonska liga Est   (Зона Исток у фудбалу), Zonska liga Sud   (Зона Југ у фудбалу)

Distretti: Pomoravlje, Rasina, Toplica, Bor, Zaječar, Nišava, Pirot, Jablanica, Pčinja, Pristina e Gjilan (questi ultimi due in Kosovo)

## Albo d'oro

### 1946-1992: Jugoslavia
All'epoca della Jugoslavia socialista la Srpska Liga era una delle Leghe repubblicane (in serbo: Republičke lige) e, per la maggior parte della sua esistenza, era il terzo livello del sistema calcistico jugoslavo.
Fino al 1968 vi partecipavano tutte le squadre della Repubblica Socialista di Serbia; dopo tale anno le squadre della Provincia Socialista Autonoma della Voivodina sono confluite nella Vojvođanska liga, mentre quelle del Provincia Socialista Autonoma del Kosovo nella Kosovska liga.
| Stagione  | Link          | Liv.          | Vincitore                                                                       | Note                                                                                  |
| --------- | ------------- | ------------- | ------------------------------------------------------------------------------- | ------------------------------------------------------------------------------------- |
| 1945-46   | Link          | I             | Stella Rossa                                                                    | Torneo di qualificazione per la Prva Liga 1946-1947                                   |
| 1946-47   | Link          | II            | Sloga Novi Sad (I Zona) Podrinje Šabac (II Zona) Radnički Kragujevac (III Zona) | 3 gironi. Le vincitrici disputano un torneo con le vincitrici delle altre repubbliche |
| 1947-48   | Link          | III           | Napredak Kruševac                                                               | 5 gironi.                                                                             |
| 1948-49   | Link          | III           | Proleter Zrenjanin                                                              | 5 gironi.                                                                             |
| 1950      | Link          | IV            | Radnički Obrenovac                                                              | Girone unico                                                                          |
| 1951      | Link          | III           | Sloga Rankovićevo                                                               | Girone unico                                                                          |
| 1952      | link          | II            | Spartak Subotica                                                                | 6 gironi                                                                              |
| 1952-53   | Link          | II            | Radnički Belgrado                                                               | 6 gironi                                                                              |
| 1953-54   | Link          | III           | Šumadija Aranđelovac                                                            | 3 gironi                                                                              |
| 1954-55   | Link          | III           | Dinamo Pančevo                                                                  | 2 gironi                                                                              |
| 1955-1958 | Non disputata | Non disputata | Non disputata                                                                   | Non disputata                                                                         |
| 1958-59   |               | III           | Mačva Šabac                                                                     |                                                                                       |
| 1959-60   |               | III           | Bačka B. Palanka / FK Trepča                                                    |                                                                                       |
| 1960-61   |               | III           | Proleter Zrenjanin / Prishtina                                                  |                                                                                       |
| 1961-62   |               | III.          | ???                                                                             |                                                                                       |
| 1962-63   |               | III           | Radnički Sombor / Bor                                                           |                                                                                       |
| 1963-64   | Link          | III           | Voždovački / Mladost S. Palanka                                                 | 4 gironi                                                                              |
| 1964-65   |               | III           | Radnički Sombor / Sloboda Užice / Sloga Kraljevo                                |                                                                                       |
| 1965-66   | Link          | III           | Crvenka / Radnički Kragujevac                                                   | 2 gironi                                                                              |
| 1966-67   |               | III           | Sloga Kraljevo / Srem                                                           |                                                                                       |
| 1967-68   | Link          | III           | Novi Sad / Mladost Sm. Palanka                                                  | 2 gironi                                                                              |
| 1968-69   | Link          | III           | Budućnost Valjevo                                                               | 2 gironi. Da questa stagione Vojvodina e Kosovo si staccano dalla Srpska Liga         |
| 1969-70   | Link          | III           | Galenika Zemun / FK FAP                                                         | 2 gironi                                                                              |
| 1970-71   | Link          | III           | Mačva Šabac / Šumadija Aranđelovac                                              | 2 gironi                                                                              |
| 1971-72   | Link          | III           | Čukarički / Topličanin Prokuplje                                                | 2 gironi                                                                              |
| 1972-73   | Link          | III           | Rad Belgrado                                                                    | 2 gironi                                                                              |
| 1973-74   | Link          | III           | Sloga Kraljevo                                                                  | Girone unico                                                                          |
| 1974-75   | Link          | III           | Dubočica Leskovac                                                               | Girone unico                                                                          |
| 1975-76   | Link          | III           | FK FAP                                                                          | Girone unico                                                                          |
| 1976-77   | Link          | III           | Majdanpek                                                                       | Girone unico                                                                          |
| 1977-78   | Link          | III           | Galenika Zemun                                                                  | Girone unico                                                                          |
| 1978-79   | Link          | III           | Bor                                                                             | Girone unico                                                                          |
| 1979-80   | Link          | III           | Sloboda Užice                                                                   | Girone unico                                                                          |
| 1980-81   | Link          | III           | Timok                                                                           | Girone unico                                                                          |
| 1981-82   | Link          | III           | Radnički Pirot                                                                  | Girone unico                                                                          |
| 1982-83   |               | III           | Kolubara                                                                        |                                                                                       |
| 1983-84   | Link          | III           | Novi Pazar                                                                      | Girone unico                                                                          |
| 1984-85   | Link          | III           | Radnički Kragujevac                                                             | Girone unico                                                                          |
| 1985-86   |               | III           | Majdanpek                                                                       |                                                                                       |
| 1986-87   |               | III           | Mačva Šabac                                                                     |                                                                                       |
| 1987-88   |               | III           | Zemun                                                                           |                                                                                       |
| 1988-89   |               | IV            | Radnički Belgrado / Sloga Kraljevo                                              |                                                                                       |
| 1989-90   |               | IV            | BSK Batajnica / Majdanpek                                                       |                                                                                       |
| 1990-91   |               | IV            | ???                                                                             |                                                                                       |
| 1991-92   |               | IV            | ???                                                                             |                                                                                       |

### 1992-2006: Serbia e Montenegro
Negli anni della Repubblica Federale di Jugoslavia (1992-2003) e Serbia e Montenegro (2003-2006) la terza divisione era costituita dai vari gironi della Srpska liga (per la Repubblica di Serbia) e dal girone unico della Crnogorska liga (per la Repubblica di Montenegro). In seguito alla guerra del 1999 le squadre albanesi del Kosovo hanno abbandonato il sistema calcistico jugoslavo (mentre quelle della comunità serba sono rimaste).
| Stagione | Nord                | Nord               | Ovest               | Ovest               | Est                  | Est                  |
| -------- | ------------------- | ------------------ | ------------------- | ------------------- | -------------------- | -------------------- |
| 1992-93  | Čukarički           | Čukarički          | Badnjevac           | Badnjevac           | Topličanin Prokuplje | Topličanin Prokuplje |
| 1993-94  | Hajduk Belgrado     | Hajduk Belgrado    | Budućnost Valjevo   | Budućnost Valjevo   | Železničar Niš       | Železničar Niš       |
| 1994-95  | Železnik            | Železnik           | Radnički Kragujevac | Radnički Kragujevac | Jedinstvo Paraćin    | Jedinstvo Paraćin    |
| Stagione | Vojvodina           | Belgrado           | Danubio             | Moravia             | Niš                  | Timok                |
| 1995-96  | Solunac Karađorđevo | Palilulac Belgrado | ???                 | ???                 | ???                  | ???                  |
| 1996-97  | Mladost Apatin      | Milicionar         | Mladost Sm. Palanka | Sloga Kraljevo      | Vučje                | Napredak Kušiljevo   |
| 1997-98  | ČSK Čelarevo        | Kolubara           | Železničar Lajkovac | Bane                | Niška Banja          | Jedinstvo Paraćin    |
| 1998-99  | Cement Beočin       | BSK Borča          | Rudar Kostolac      | Šumadija 1903       | OFK Niš              | Trajal Kruševac      |
| 1999-00  | Mladost Lukićevo    | Bežanija           | Jedinstvo Ub        | Zastava Kragujevac  | Železničar Niš       | Rudar Bor            |
| 2000-01  | Veternik            | Radnički Obrenovac | Radnički Klupci     | ???                 | Radnički Pirot       | Građanski Svilajnac  |
| 2001-02  | ELAN Srbobran       | Dorćol             | Budućnost Valjevo   | Metalac             | Car Konstantin Niš   | Timok                |
| 2002-03  | Proleter Zrenjanin  | Bežanija           | Jedinstvo Ub        | Novi Pazar          | Vlasina              | Morava Ćuprija       |
| Stagione | Vojvodina           | Belgrado           | Ovest               | Ovest               | Est                  | Est                  |
| 2003-04  | Spartak Subotica    | Voždovac           | Mladost Lučani      | Mladost Lučani      | Kosanica             | Kosanica             |
| 2004-05  | Glogonj             | Mladenovac         | Radnički Kragujevac | Radnički Kragujevac | Radnički Pirot       | Radnički Pirot       |
| 2005-06  | Inđija              | BSK Borča          | Mladost Lučani      | Mladost Lučani      | Dinamo Vranje        | Dinamo Vranje        |

### 2006-oggi: Serbia
I vari gironi sono gestiti dalle 4 federazioni regionali:
- Fudbalski savez Beograda (FSB) - Federazione calcistica di Belgrado
- Fudbalski savez Vojvodine (FSV) - Federazione calcistica della Voivodina
- Fudbalski savez regiona Zapadne Srbije (FSRZS) - Federazione calcistica della regione Serbia Ovest
- Fudbalski savez regiona Istočne Srbije (FSRIS) - Federazione calcistica della regione Serbia Est

| Stagione | Srpska Liga Voivodina | Srpska Liga Belgrado | Srpska Liga Ovest   | Srpska Liga Est      |
| -------- | --------------------- | -------------------- | ------------------- | -------------------- |
| 2006-07  | Novi Sad              | Hajduk Belgrado      | Metalac             | Jagodina             |
| 2007-08  | Spartak Subotica      | Kolubara             | Mladi Radnik        | Dinamo Vranje        |
| 2008-09  | Proleter Novi Sad     | Zemun                | Sloga Kraljevo      | Radnički Niš         |
| 2009-10  | Big Bul Bačinci       | BASK Belgrado        | Radnički Kragujevac | Sinđelić Niš         |
| 2010-11  | Donji Srem            | Mladenovac           | Sloga Kraljevo      | Radnički Niš         |
| 2011-12  | Radnički N. Pazova    | Voždovac             | Jedinstvo Putevi    | Timok                |
| 2012-13  | Dolina Padina         | Sinđelić Belgrado    | Sloga Petrovac      | Radnik Surdulica     |
| 2013-14  | Bačka B. Palanka      | Kolubara             | Mačva Šabac         | Moravac Mrštane      |
| 2014-15  | ČSK Čelarevo          | Zemun                | Loznica             | Dinamo Vranje        |
| 2015-16  | Odžaci                | Budućnost Dobanovci  | Mačva Šabac         | Radnički Pirot       |
| 2016-17  | Bratstvo Prigrevica   | Teleoptik            | Radnički Kragujevac | Temnić 1924 Varvarin |
| 2017-18  | Bečej                 | Žarkovo              | Zlatibor Čajetina   | Trajal Kruševac      |
| 2018-19  | Kabel Novi Sad        | Grafičar Belgrado    | Smederevo           | Radnički Pirot       |
| 2019-20  | Železničar Pančevo    | IMT Belgrado         | Borac Čačak         | Jagodina             |
| 2020-21  | Mladost GAT           | Teleoptik            | Sloga Požega        | Timok                |
| 2021-22  | Vršac                 | Radnički Belgrado    | Sloboda Užice       | Trayal Krusevac      |

## Coppe
Le coppe regionali vengono disputate dalla compagini dalla terza divisione in giù. Le 5 vincitrici accedono al turno preliminare della Kup Srbije.
| Stagione | Voivodina Kup FS Vojvodine | Belgrado Kup FS Beograda | Ovest Kup FSR “Zapadna Srbija” | Est Kup FSR “Istočna Srbija” | Kosovo Kup FS Kosovo i Metohija |
| -------- | -------------------------- | ------------------------ | ------------------------------ | ---------------------------- | ------------------------------- |
| 2005–06  | Big Bul Bačinci            | Teleoptik                | Jedinstvo Putevi               | Timok                        | Mokra Gora                      |
| 2006–07  | Big Bul Bačinci            | Teleoptik                | Sloga Kraljevo                 | Sinđelić Niš                 | Mokra Gora                      |
| 2007–08  | Big Bul Bačinci            | Srem Jakovo              | Sloga Kraljevo                 | Sinđelić Niš                 | Partizan K. Mitrovica           |
| 2008–09  | Proleter Novi Sad          | Srem Jakovo              | Lokomotiva Lapovo              | Radnički Svilajnac           | Partizan K. Mitrovica           |
| 2009–10  | Donji Srem                 | Srem Jakovo              | Sloga Petrovac                 | Sinđelić Niš                 | Mokra Gora                      |
| 2010–11  | Donji Srem                 | Šumadija Jagnjilo        | Mačva Šabac                    | Radnički Niš                 | FK Trepča                       |
| 2011–12  | Dunav Stari Banovci        | Kovačevac                | Jedinstvo Putevi               | Timok                        | FK Trepča                       |
| 2012–13  | Radnički N. Pazova         | IM Rakovica Belgrado     | Partizan B.B.                  | Trstenik PPT                 | Mokra Gora                      |
| 2013–14  | ČSK Čelarevo               | Dorćol                   | Semendrija                     | Moravac Mrštane              | FK Trepča                       |
| 2014–15  | ČSK Čelarevo               | Zemun                    | Loznica                        | Jedinstvo Paraćin            | Mokra Gora                      |
| 2015–16  | Mladost Bački Jarak        | Žarkovo                  | Polet Ljubić                   | Radan Lebane                 | FK Trepča                       |
| 2016–17  | Dinamo Pančevo             | Radnički Belgrado        | Zlatibor Čajetina              | Rtanj Boljevac               | Polet Laplje Selo               |
| 2017–18  | Mladost Bački Jarak        | Kolubara                 | LFK Mladost Lučani             | Trajal Kruševac              | Mokra Gora                      |
| 2018–19  | Bratstvo Prigrevica        | OFK Belgrado             | Vodojaža Grošnica              | Jagodina Tabane              | FK Trepča                       |
| 2019–20  |                            |                          |                                |                              |                                 |